# NGC 7371
NGC 7371 est une galaxie spirale barrée située dans la constellation du Verseau. Sa vitesse par rapport au fond diffus cosmologique est de 2 337 ± 25 km/s, ce qui correspond à une distance de Hubble de 34,5 ± 2,4 Mpc (∼113 millions d'al). NGC 7371 a été découverte par l'astronome germano-britannique William Herschel en 1785.

Cette image captée par le télescope spatial Hubble montre que NGC 7371 est définitivement une galaxie spirale barrée.

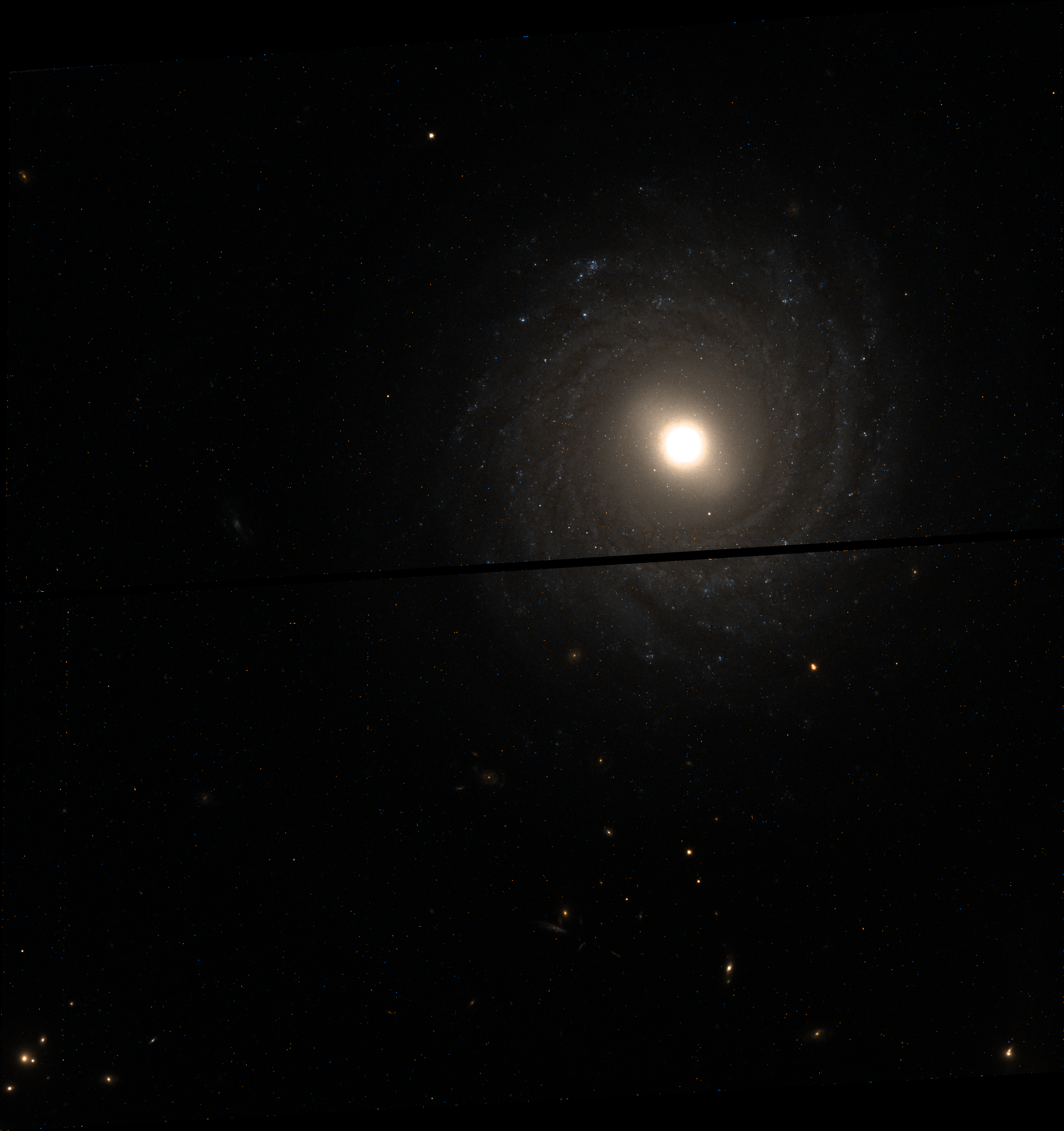
Autre version de NGC 7371 par le télescope spatial Hubble.

Toutes les sources consultées classiffient cette galaxie comme lenticulaire, mais les images modernes obtenues par le relevé SDSS ainsi que par le télescope spatial Hubble montrent qu'il s'agit sûrement d'une galaxie spirale barrée. Dans la bande K infrarouge, NGC 7371 présente une barre centrale de 12 secondes d'arc dont l'ellipticité maximale est de 0,22. L'angle de position de celle-ci est de 165°.
La classe de luminosité de NGC 7371 est II et elle présente une large raie HI.
À ce jour, deux mesures non basées sur le décalage vers le rouge (redshift) donnent une distance de 30,600 ± 0,849 Mpc (∼99,8 millions d'al), ce qui est à l'intérieur des valeurs de la distance de Hubble. 

## Supernova
La supernova SN 2015dj a été découverte dans NGC 7371 le 10 juillet 2015 par l'astronome japonais Koichi Itagaki. D'une magnitude apparente de 16,7 au moment de sa découverte, elle était de type lb.
Selon une étude indienne publiée en 2021, la supernova SN 2015dj est issue d'une étoile binaire, composée d'une étoile de Wolf-Rayet et d'une étoile beaucoup moins massive, d'une masse inférieure à celle du Soleil.